# Christian Abbiati
Christian Abbiati, född den 8 juli 1977 i Abbiategrasso, Italien, är en italiensk före detta fotbollsmålvakt som i större delen av sin seniorkarriär spelade för Serie A-klubben AC Milan. Han har även varit utlånad till bland annat Juventus, Torino och Atlético Madrid. Efter karriären kom Abbiati att väljas in i AC Milans Hall of Fame.

## Meriter

### Juventus
- Serie A: 2005/2006,

### Milan
- Serie A: 1998/1999, 2003/2004, 2010/2011
- UEFA Champions League: 2002/2003
- UEFA Super Cup: 2003
- Coppa Italia: 2002/2003
- Italienska supercupen: 2004, 2011

### Individuella
- A.C. Milan Hall of Fame

## Kontroverser
En intervju år 2008 skapade kontroverser då Abbiati uttryckte sympatier med Benito Mussolinis fascistregim.